# Nilüfer Yumlu
Nilüfer Yumlu (Istambul, 31 de maio de 1955)  é uma cantora pop turca que canta como Nilüfer.
Juntamente com a banda Nazar, ela representou a Turquia no Festival Eurovisão da Canção 1978 interpretando o tema "Sevince" (Quando estou apaixonado) que se classificou em 18.º lugar com dois pontos empatada com finlandesa Seija Simola . Desde 1997 que ela representa a Turquia como Embaixadora da UNICEF. Em 1998 foi galardoada com o título honorário de Artista de Estado da Turquia.

## Discografia

### Álbuns
- Nilüfer'74 (1974)
- Selam Söyle (1976)
- Müzik (1978)
- 15 Şarkı (1979)
- Nilüfer'79 (1979)
- Nilüfer'80 (1980)
- Sensiz Olmaz (1982)
- Nilüfer'84 (1984)
- Bir Selam Yeter (1985)
- Geceler (1987)
- Esmer Günler (1988)
- Sen Mühimsin (1990)
- Yine Yeni Yeniden (1992)
- Ne Masal Ne Rüya (1994)
- Nilüferle (1997)
- Yeniden Yetmişe (1998)
- Büyük Aşkım (2001)
- Olur mu Olur mu / Gözünaydın (2003)
- Sürprizler (2004)
- Karar Verdim (2005)
- Karar Verdim + 3 Remiks (2006)